# Escape (tecla)

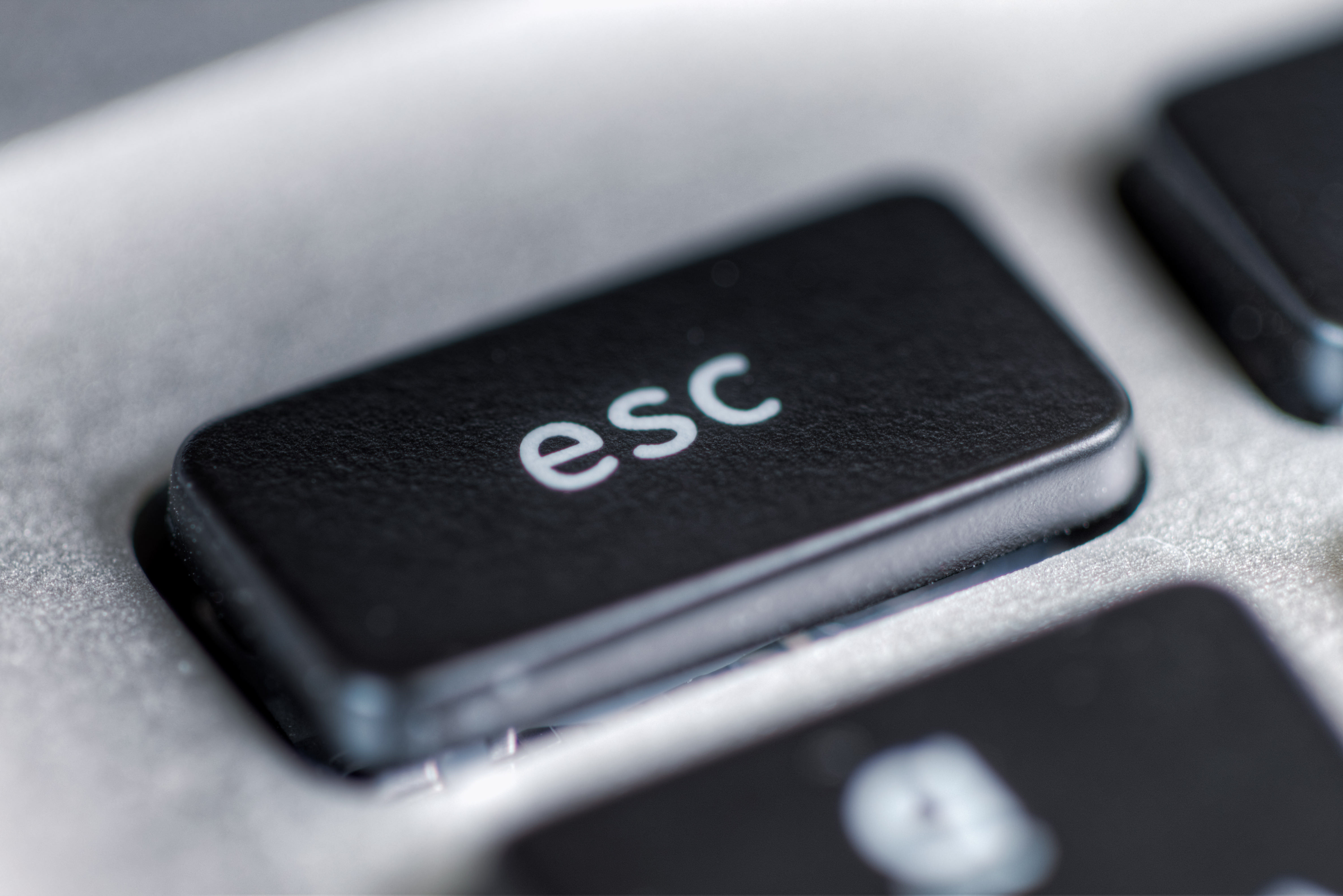
Botón Escape en el teclado de una MacBook Pro.

La tecla escape (Esc) fue creada por Robert William Bemer. Se etiqueta como Esc o Escape y se usa generalmente para generar el carácter escape del código ASCII, cuyo número es 27. Este carácter se utiliza generalmente para generar una secuencia de escape. Está situada, normalmente, en la esquina superior izquierda de los teclados. Su uso es continuo para pequeñas cajas de diálogo de Microsoft Windows, en las que equivale a respuestas como: No, Quitar, Salir, Cancelar o Abortar. Curiosamente, la tecla escape no cierra las ventanas, para ello hay que usar la combinación de teclas Alt+F4.
Como excepción, se puede mencionar la ventana de búsquedas en el entorno del sistema operativo Windows 98, que se activa con la tecla F3.
El uso más común en la actualidad para la tecla escape es usarla como un botón de parada (Stop). Muchos navegadores como Microsoft Internet Explorer o Mozilla Firefox incluyen esta característica. Una alternativa a la tecla escape es su representación en Unicode (U+238B, ⎋).
En los teclados ADB y Extendido de Apple, existe una tecla escape para mantener la compatibilidad con los ordenadores IBM, cuando se utiliza un Apple Macintosh para conectarse a mainframes, o cuando se emplea una placa coprocesadora o un simulador de software para programas de MS-DOS en Macintosh.
La tecla esc/escape también sirve para salir de algún programa que este en pantalla completa.
Teclado IBM PC/Compatible IBM PC/Microsoft Windows (distribución española).
- Datos: Q1060285
- Multimedia: Esc key / Q1060285